# Montgomeryfördraget
Montgomeryfördraget (Treaty of Montgomery) ledde 1267 till att Llywelyn ap Gruffudd fick sin nya titel prins av Wales godkänd av den engelske kungen Henrik III av England.
Llywelyn ap Gruffydd avslutade vad farfadern Llywelyn den store hade påbörjat; att med våld och diplomati få de andra walesiska dynastierna under sin auktoritet. Båda Llywelyn var furstar av Gwynedd och lyckades expandera sina territorier. Dessa erövringar och Llywelyn ap Gruffyds titel 'prins av Wales' erkändes slutligen av Henrik III 1267.